# USS Stadtfeld (DE-29)
USS Stadtfeld (DE-29) là một tàu hộ tống khu trục lớp Evarts được Hải quân Hoa Kỳ chế tạo trong Chiến tranh Thế giới thứ hai. Nó là chiếc tàu chiến duy nhất của Hải quân Mỹ được đặt theo tên Trung úy Hải quân Sanford Stadtfeld (1917-1942), người phục vụ trên tàu tuần dương hạng nặng USS Pensacola (CA-24) và đã tử trận trong Trận Tassafaronga vào ngày 30 tháng 11, 1942.
Nó đã phục vụ cho đến khi chiến tranh kết thúc, xuất biên chế vào ngày 10 tháng 11, 1945 và xóa đăng bạ vào ngày 28 tháng 11, 1945. Con tàu bị bán để tháo dỡ vào ngày 22 tháng 7, 1947. Stadtfeld được tặng thưởng bốn Ngôi sao Chiến trận do thành tích phục vụ trong Thế Chiến II.

## Thiết kế và chế tạo
Những chiếc thuộc lớp tàu khu trục Evarts có chiều dài chung 289 ft 5 in (88,21 m), mạn tàu rộng 35 ft 1 in (10,69 m) và độ sâu mớn nước khi đầy tải là 8 ft 3 in (2,51 m). Chúng có trọng lượng choán nước tiêu chuẩn 1.140 tấn Anh (1.160 t); và lên đến 1.430 tấn Anh (1.450 t) khi đầy tải. Hệ thống động lực bao gồm bốn động cơ diesel General Motors Kiểu 16-278A nối với bốn máy phát điện để vận hành hai trục chân vịt; công suất 6.000 hp (4.500 kW) cho phép đạt được tốc độ tối đa 21 kn (24 mph; 39 km/h), và có dự trữ hành trình 4.150 nmi (4.780 mi; 7.690 km) khi di chuyển ở vận tốc đường trường 12 kn (14 mph; 22 km/h).
Vũ khí trang bị bao gồm ba pháo 3 in (76 mm)/50 cal trên tháp pháo nòng đơn có thể đối hạm hoặc phòng không, một khẩu đội 1,1 inch/75 caliber bốn nòng và chín pháo phòng không Oerlikon 20 mm. Vũ khí chống ngầm bao gồm một dàn súng cối chống tàu ngầm Hedgehog Mk. 10 (có 24 nòng và mang theo 144 quả đạn); hai đường ray Mk. 9 và tám máy phóng K3 Mk. 6 để thả mìn sâu.
Stadtfeld được đặt lườn như là chiếc BDE-29 tại Xưởng hải quân Mare Island, ở Vallejo, California vào ngày 26 tháng 11, 1942. Nó được hạ thủy vào ngày 17 tháng 5, 1943; được đỡ đầu bởi bà Simeon L. Owen. Tuy nhiên Hải quân Hoa Kỳ quyết định giữ lại con tàu, và xếp lại lớp thành DE-29 vào ngày 16 tháng 6, 1943. Nó nhập biên chế cùng Hải quân Hoa Kỳ vào ngày 26 tháng 8, 1943 dưới quyền chỉ huy của Hạm trưởng, Thiếu tá Hải quân Sigurd Hansen.

## Lịch sử hoạt động
Sau khi hoàn tất việc chạy thử máy và huấn luyện, Stadtfeld khởi hành vào ngày 31 tháng 10, 1943 để hướng sang khu vực quần đảo Hawaii, và đi đến Trân Châu Cảng vào ngày 10 tháng 11. Từ đây nó hộ tống các tàu chở dầu đi đến Funafuti thuộc quần đảo Ellice; và tiếp tục đi đến Espiritu Santo thuộc quần đảo New Hebrides. Sau khi hộ tống các tàu chở dầu phục vụ các đội đặc nhiệm tham gia chiến dịch tấn công chiếm đóng quần đảo Gilbert, nó rời Funafuti để đi Tarawa vào ngày 18 tháng 12, rồi chuyển hướng năm ngày sau đó để quay trở về Trân Châu Cảng.
Khởi hành từ Trân Châu Cảng vào ngày 16 tháng 1, 1944 trong thành phần hộ tống cho Đơn vị Đặc nhiệm 58.2.1, Stadtfeld tham gia chiến dịch chiếm đóng quần đảo Marshall. Nó đã hoạt động ngoài khơi Majuro cho đến ngày 12 tháng 2, khi nó lên đường để quay trở về khu vực Hawaii. Nó lại lên đường vào ngày 2 tháng 3 để hướng sang Funafuti, nhưng được chuyển hướng đến Guadalcanal, và đã làm nhiệm vụ hộ tống vận tải đi lại giữa các khu vực quần đảo Solomon, Admiralty Russell và New Hebrides cho đến ngày 1 tháng 5, bao gồm cả chuyến đi đến Emirau vào ngày 30 tháng 3, và đến đảo Green, Papua New Guinea vào ngày 13 tháng 4. Con tàu được bảo trì một thời gian ngắn tại Espiritu Santo trước khi tiếp tục nhiệm vụ hộ tống vặn tải tại khu vực Solomon.
Chuyển đến đảo Manus vào ngày 22 tháng 9, Stadtfeld lại được lệnh đi đến khu vực Palau vào tháng 10 và hoạt động tại đây cho đến giữa tháng 11, khi nó lên đường đi Guam, nơi nó hộ tống các đoàn tàu vận tải đi đến Kossol Roads, Manus và Eniwetok. Vào ngày 12 tháng 2, 1945, nó được giao nhiệm vụ hộ tống một đoàn tàu vận tải đi từ Eniwetok đến Iwo Jima, đến nơi vào ngày 13 tháng 3, rồi quay trở về Eniwetok ngang qua Saipan. Sau đó nó đảm trách vai trò hộ tống vận tải giữa các khu vực Marshall và quần đảo Caroline cho đến ngày 6 tháng 7, khi nó nhận lệnh quay trở về Trân Châu Cảng.
Tiếp tục hành trình để quay về vùng bờ Tây, Stadtfeld bắt đầu được đại tu tại Xưởng hải quân Mare Island, Vallejo, California từ ngày 20 tháng 7; tuy nhiên sau khi chiến tranh chấm dứt do Nhật Bản chấp nhận đầu hàng, mọi công việc trong xưởng tàu dừng lại vào ngày 16 tháng 8. Con tàu được cho xuất biên chế tại Xưởng hải quân Mare Island vào ngày 15 tháng 11, 1945; tên nó được cho rút khỏi danh sách Đăng bạ Hải quân vào ngày 28 tháng 11, 1945, và con tàu bị bán để tháo dỡ vào tháng 7, 1947.

## Phần thưởng[2]
|  |                                                       |  |
|  | Bronze star · Bronze star · Bronze star · Bronze star |  |

| Dãi băng Hoạt động Tác chiến (truy tặng) |                                                                         |                                                                         |                                      |
| Huân chương Chiến dịch Hoa Kỳ            | Huân chương Chiến dịch Châu Á-Thái Bình Dương với 4 Ngôi sao Chiến trận | Huân chương Chiến dịch Châu Á-Thái Bình Dương với 4 Ngôi sao Chiến trận | Huân chương Chiến thắng Thế Chiến II |